# Bataille de Yongqiu
Révolte d'An Lushan
La bataille de Yongqiu (chinois traditionnel : 雍丘之戰 ; pinyin : Yōngqiū zhī zhàn) est un affrontement entre les troupes des dynasties Tang et Yan, qui eut lieu à Yongqiu (ce qui correspond actuellement au Xian de Qi, Kaifeng) en 756 pendant la révolte d'An Lushan. C'est après de longs et difficiles combats que l'armée Tang, dirigée par Zhang Xun, finit par gagner cette bataille.

## Situation avant la bataille
An Lushan avait connu de nombreux succès au début de sa rébellion. Son armée était forte de plus de 160 000 hommes et ses effectifs augmentaient rapidement. À l'automne 755, An Lushan remporte une victoire majeure en s'emparant de Luoyang, la capitale orientale de la dynastie Tang, et proclame une nouvelle dynastie, la dynastie Yan. Entre la population civile qui perd espoir et se détache de la dynastie Tang et les défections quotidiennes de fonctionnaires, généraux et simples citoyens au profit des Yan, il semble alors que les jours des Tang soient comptés. An Lushan pose alors les yeux sur Chang'an, la capitale principale des Tang et son nouvel objectif militaire.
Le Xian de Suiyang était d'une grande importance militaire, car si les troupes de la dynastie Tang pouvaient défendre cette région, l'influence d'An Lushan serait limitée au nord de la Chine pour le moment. Cela donnerait aux Tang suffisamment de temps pour préparer les défenses du sud et rassembler de nouvelles troupes. Par contre, si An Lushan conquiert rapidement cette région, il aura la voie libre pour marcher sur le sud de la Chine, qui est alors la région la plus riche en ressources du pays.
À cette époque Yang Wanshi (楊萬石), le gouverneur du XIan de Suiyang, décide de se rendre à An Lushan. Le gouverneur de la ville de Yongqiu, nommé Linghu Chao (令狐潮), approuve cette reddition car, selon lui, la chute de Luoyang a rendu la cause Tang désespérée. Par contre Zhang Xun, le commandant des troupes de la forteresse de Suiyang, refuse de se rendre. Il désobéit aux ordres de Yang Wan Shí et plutôt que de livrer sa forteresses aux troupes Yan, il rassemble environ 3 000 citoyens et soldats pour combattre les rebelles.
Zhang Xun remarqua que si Yongqiu restait sous le contrôle d'An Lushan, la sécurité de Suiyang serait très rapidement compromise. En conséquence, il prend le commandement d'une armée d'environ 2 000 hommes et assiège Yongqiu, qui est alors faiblement défendu. Un peu avant le début du siège, Linghu Chao avait emprisonné quelques centaines de soldats Tang loyaux dans la forteresse. Par chance pour Zhang Xun, ces prisonniers ont pu s'échapper, probablement avec l'aide de civils ou d'autres soldats loyaux non capturés, et ont provoqué le chaos dans la forteresse. Zhang Xun profita de la situation pour s'emparer rapidement de la forteresse, sans pour autant réussir à capturer Linghu Chao qui s'enfuit.
En février, Linghu Chao revient à Yongqiu avec une armée de 15 000 rebelles sous ses ordres, pour tenter de reprendre la forteresse. Entre-temps, Zhang Xun avait réorganisé les défenses de la cité, avec environ 3 000 hommes sous ses ordres. À l'issue de cette première rencontre, Linghu Chao perd en tout plus de 10 000 hommes et doit battre en retraite.
En mars, Linghu Chao revient assiéger une nouvelle fois Yongqiu, avec cette fois-ci 40 000 soldats rebelles qu'il a empruntés à Au Lushan. Face à lui, il ne reste plus qu'environ 2 000 soldats Tang encore capables de défendre Yongqiu.

## Déroulement de la bataille

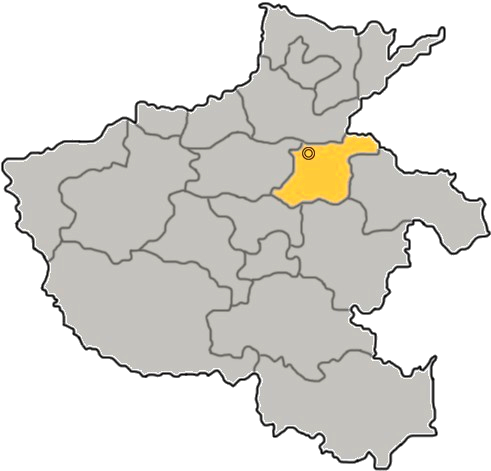
Localisation de la ville de Kaifeng, où se situait Yongqiu auparavant

Linghu Chao demanda personnellement à Zhang Xun de se rendre, ce à quoi Xun répondit : "Toute ta vie, tu as été connu pour ta loyauté. Où est ta loyauté maintenant ?" De retour à la forteresse, Zhang Xun comprit rapidement que s'il laissait le siège continuer ainsi, la forteresse pourrait tomber avant la fin de la journée. Alors, à la surprise générale, il sortit brutalement de la forteresse avec une troupe de 1 000 hommes, pour charger les positions de Linghu Chao. Les rebelles n'étaient absolument pas préparés pour la bataille et, malgré leur supériorité numérique, les hommes de Linghu Chao se retirèrent sur quelques kilomètres, avant de retourner assiéger la forteresse.
Linghu Chao ordonna alors à ses troupes d'encercler Yongqiu et de couper toute possibilité de fuite pour Zhang Xun. Puis l'assaut a commencé avec des échelles posées contre les murailles et des armes de siège. Zhang Xun s'attendait à une telle attaque et, avant la bataille, avait ordonné la fabrication de nombreux ballons d'herbe. Il a ensuite ordonné à ses troupes de tremper ces boules d'herbe dans de l'huile, puis de les allumer juste avant de les lancer sur l'ennemi. Alors que les échelles brûlaient, de nombreux hommes de Linghu Chao ont soit été brûlés vifs, soit sont morts après avoir chuté du haut des murailles. La situation semblait si désespérée que de nombreux soldats rebelles ont purement et simplement refusé de monter en haut de ces échelles. Chao comprit qu'un assaut direct ne pouvait pas lui permettre de gagner la bataille, et ordonna donc à ses troupes de simplement encercler Yongqiu jusqu'à ce que Zhang Xun manque de nourriture.
Xun avait cependant d'autres projets en tête. Il donne l'ordre à ses troupes de jouer des tambours de guerre pendant la nuit, ce qui a forcé les rebelles à se préparer au combat. Mais les portes de la forteresse sont restées fermées, et aucun soldat fidèle aux Tang ne s'est aventuré sur le champ de bataille. Après de nombreuses nuits où le même schéma se répète, les rebelles finissent par se fatiguer de ce petit jeu et ignorent les tambours de guerre lorsqu'ils commencent à jouer. Profitant du fait que ses adversaires ont baissé leur garde, Zhang Xun mène personnellement de nombreuses embuscades nocturnes contre les rebelles, en sortant furtivement de la forteresse, avant de s'enfuir avec ses hommes juste avant d'être submergés. Ces embuscades nocturnes victorieuses à répétitions affaiblissent grandement le moral des hommes de Linghu Chao, car ils ont le choix entre dormir la peur au ventre, ou ne pas dormir du tout. Finalement, ces embuscades nocturnes coûtent la vie à environ 5 000 rebelles.
Chao riposte en reprenant les attaques directes contre la forteresse, mais sans grand succès. Mais malgré ces échecs, Chao a été capable de couper complètement les approvisionnements de la forteresse, mais cette tactique de blocus n'a pas eu les effets escomptés. En effet, les troupes extrêmement loyales de Zhang Xun ont pu survivre en chassant des animaux et des insectes dans la forteresse, comme les rats et les oiseaux. Ils ont aussi régulièrement réussi à détourner l'attention de Linghu Chao loin de ses provisions alimentaires, avant de les voler.
Après environ 40 jours de siège, les habitants de Yongqiu apprennent que Chang'an est tombé entre les mains d'An Lushan, ce qui porte un grand coup au moral de l'armée de Zhang Xun et six des soldats d'élite de ce dernier lui ont suggéré de se rendre. Zhang Xun fait semblant d'être d'accord puis, le lendemain matin, il décapite ces six soldats d'élite devant toute l'armée et un portrait de l'empereur Tang, en les accusant de trahison. Finalement, cela a encore renforcé le moral de l'armée.
Le siège se poursuivit, et après 20 jours de plus, les troupes de Zhang Xun sont à court de flèches. Il ordonne alors à ses troupes de fabriquer environ 1 000 épouvantails et de les équiper avec leurs armures. Pendant la nuit, les soldats ont accroché les épouvantails le long du mur de la forteresse, pour qu'on puisse les voir facilement. Linghu Chao remarqua un certain nombre de silhouettes noires en armures au loin et ordonna à ses archers de leur tirer dessus, dans l'espoir de stopper ce qui semblait être une embuscade. Ce n'est que lorsque les épouvantails lardés de flèches sont enlevés des murailles que Linghu Chao se rend compte qu'il avait été trompé. Il ordonne ensuite à ses troupes de ne jamais tirer sur des silhouettes noires présentes sur les murailles, car ce serait un gaspillage de flèches. Par conséquent, la deuxième nuit après l'incident, aucune flèche n'a été tirée sur les épouvantails.
La troisième nuit, les silhouettes noires apparaissent de nouveau sur les murailles et sont une fois de plus ignorées. Cependant, cette fois-ci, il ne s'agit pas d'épouvantails, mais des 500 meilleurs hommes de Zhang Xun, qui sont en train de lancer l'embuscade la plus dévastatrice du siège. De nombreux rebelles sont tués pendant leur sommeil et on estime à 10 000 le nombre d'hommes tués ou ayant déserté. Les 20 000 soldats survivants s'enfuient sur plus de 10 km avant de réussir à se réorganiser.
Malgré tout ses échecs et les pertes humaines, Linghu Chao refuse de battre en retraite et retourne à Yongqiu pour continuer le siège. Zhang Xun est alors à court de bois et fait une offre à Linghu Chao : si ce dernier recule de plus de 30 km puis laisse Zhang Xun et ses hommes s'échapper, la forteresse serait à lui. Fatigué et usé par les combats, Linghu Chao accepte immédiatement et fait reculer ses troupes et son ravitaillement à plus de 30 km, sans pour autant enlever les huttes en bois et les tentes de son campement. Zhang Xun ordonne immédiatement à ses troupes de démolir les huttes et les tentes, et de ramener le bois dans la forteresse. Quand Linghu Chao finit par comprendre le plan de Zhang Xun, il est déjà trop tard.
Après cette nouvelle péripétie, le moral des rebelles est au plus bas et finalement, Linghu Chao se retire avec ses troupes pour rejoindre Kaifeng. Lorsqu'il entame ce repli, il ne lui reste plus que 20 000 hommes sur les 40 000 présents au début du siège. Après environ 4 mois de bataille, l'armée beaucoup plus petite de Zhang Xun a remporté une victoire décisive sur les rebelles.

## Conséquences
Des sièges et des batailles à plus petite échelle continuent à avoir lieu dans toute la région de Yongqiu pendant une bonne partie du mois de novembre. Lorsqu'elle a dû traverser cette zone, l'armée du Yan a essayé de contourner la forteresse au lieu de l'assiéger. Mais Zhang Xun a mené de nombreuses embuscades contre les troupes rebelles, avec de très bons résultats. En août, le célèbre général Yan Li Tingwang (李庭望) a pris le commandement d'une armée de 20 000 hommes pour assiéger Yongqiu. Zhang Xun les a pris en embuscade durant la nuit avec 3 000 hommes et a tué plus de 10 000 rebelles dans le chaos qui s'est ensuivi. Li Tingwang s'est alors replié avant même d'atteindre la forteresse. En octobre et en novembre, Linghu Chao assiège à nouveau la forteresse à deux reprises, avec à chaque fois 10 000 hommes sous ses ordres. Les deux sièges se sont soldés par des échecs.
Zhang Xun est devenu célèbre pour avoir réussi à se défendre avec succès contre les armées venues l'assiéger, malgré des chances de réussite apparemment très faibles. L'armée Yan change alors de tactique. En décembre, Linghu Chao fait construire une forteresse au nord de Yongqiu, pour couper la dernière route d'approvisionnement de Xun. Au même moment, Yang Chaozong (楊朝宗), un autre soldat ayant trahi les Tang, conduit 20 000 soldats rebelles à l'est de Yongqiu, pour couper toute possibilité de repli aux hommes de Zhang Xun. Xun décide alors qu'il ne peut plus rester à Yongqiu et part vers l'est avec les 3 000 soldats qui lui reste. Il brise le blocus de Yang Chaozong, en tuant environ 10 000 soldats Yan au passage. Zhang Xun a ensuite mis ses troupes au repos à Ningling (寧陵), dans l'actuelle province du Henan, pendant les semaines suivantes, après 1 an de bataille.
En janvier 757, An Lushan est tué par son propre fils An Qingxu (安慶緒), qui, durant le même mois, donne l'ordre au général Yi Ziqi (尹子奇) d'assiéger Suiyang. Yun Zi Qí s'est joint à Yang Chu Zong avant le début du siège, ce qui donne une armée forte de plus de 130 000 hommes au total. Xu Yuan (許遠), qui est alors le gouverneur de Suiyang, connaissait les capacités de Zhang Xun dans l'art de défendre une forteresse et lui demanda de l'aide. Zhang Xun savait que si Suiyang tombait, le reste du territoire Tang au sud du fleuve Yangtze serait menacé. Il a immédiatement accepté d'aider Xu et a participé à la bataille de Suiyang.